# Festa Major de la Mare de Déu de la Riera de les Borges del Camp
La Festa major de la Mare de Déu de la Riera, de Les Borges del Camp, té els seus orígens en el romiatges que celebrava la població de les Borges, des que va ser trobada la imatge de la Mare de Déu de la Riera en data desconeguda. El nom fa referència a la riera d'Alforja.
Tot just iniciat el segon terç del segle xviii, la festa major, que fins aleshores se celebrava el 15 d'agost, es traslladà al 8 de setembre. Sembla, doncs, que la tradició d'anar a buscar la imatge al seu santuari es pot datar cap a aquella època i, amb seguretat, està documentada des del 1859 a la consueta parroquial. El 1899 trobem, a la premsa reusenca, una descripció de la festa borgenca que, fonamentalment, coincideix amb la manifestació que es desenvolupa avui en dia.
En el ple del Consistori del dia 24 de setembre de 1955, amb la conformitat del rector, es prenia l'acord formal de celebrar cada any, a partir d'aquesta data, el retorn de la Mare de Déu de la Riera al seu Santuari, el diumenge 17 d'octubre i els anys en què aquesta data no hi coincidia, se celebraria el diumenge precedent. Tradicionalment la Festa compren els dies 7, 8, 9 i 10 de setembre, als quals s'hi afegeix l'11, Diada Nacional de Catalunya. Però el dia més tradicional i emotiu de la festa, per a tots els borgencs, és el dia 7, la vigília, que és en el que se celebra l'acte de l'Arribada.
Tot hi que hi ha referències anteriors, des de la dècada de 1880, els diables amb les seves carretilles han sortit amb regularitat per la Festa Major en honor de la Mare de Déu de la Riera, la nit del 7 de setembre, encapçalant la processó de trasllat de la imatge des de la seva ermita fins a l'església de la població. Aquesta és una de les poques mostres vives de l'antiga manera de fer el ball de diables al Baix Camp i n'és considerada el màxim exponent de la comarca. El Ball de Diables és un dels seus elements principals.